# Tetrix arcunotus
Tetrix arcunotus är en insektsart som beskrevs av Sigfrid Ingrisch 2001. Tetrix arcunotus ingår i släktet Tetrix och familjen torngräshoppor. Inga underarter finns listade i Catalogue of Life.